# 鈴木晰成
鈴木 晰成（すずき あきなり、1917年10月19日 - 2010年1月29日）は、日本の映画プロデューサー、ノンフィクション作家である。元大映京都撮影所長。
本名は鈴木 炤成（炤は火偏に召）。作家としてのペンネームは-晰也（読み同）である。

## 人物・来歴
京都に生まれる。父の鈴木吉之助は衆議院議員であったが京都の映画興行会社・京都土地興業の役員も務めており、その影響から幼少の頃より映画に親しんだ。
京都府立一中学を卒業後、10代のころに映画雑誌の記者になり、また映画の興行・配給の現場の経験を踏んだ後、1937年（昭和12年）に新興キネマに入社した。大阪・道頓堀の朝日座宣伝係、同社関西支社宣伝課長、松竹京都撮影所（左京区下鴨宮崎町）宣伝課長を歴任した。日本統治時代の京城府（現在の大韓民国ソウル市）にあった京城出張所に所長として在任時の1943年（昭和18年）、現地で第二次世界大戦の召集を受ける。
終戦後の1948年（昭和23年）、大映に入社する。大映京都撮影所の予算課を振り出しに、配給畑の同社関西支社営業課を経て撮影所に戻り、同撮影所製作部長、企画部長を歴任した。田中徳三、三隅研次らの作品に「製作」あるいは「企画」としてクレジットされるのは、1960年 - 1962年のこのころである。1960年（昭和35年）公開の2作品のクレジットは本名の「鈴木 炤成」名義であるが、翌1961年（昭和36年）3月16日公開の『好色一代男』を機に「鈴木晰成」と改名、以降のクレジットは同表記で定着した。1963年（昭和38年）、私家版として『6ペンスの雑記帖』を出版している。
のちに関西支社長に就任し取締役となり、48歳となる1965年（昭和40年）、大映京都撮影所長に就任した。1971年（昭和46年）11月29日、全従業員に解雇通告がなされ大映は倒産となり、撮影所は閉鎖された。
1990年（平成2年）、大映全盛時代を牽引した社長・永田雅一を描く人物伝『ラッパと呼ばれた男 映画プロデューサー永田雅一』をキネマ旬報社から、鈴木晰也のペンネームで上梓した。2001年（平成13年）には、映画監督衣笠貞之助を中心にその同時代を描く『人生仕方ばなし 衣笠貞之助とその時代』をワイズ出版から同ペンネームで上梓した。2010年1月29日、脳梗塞のため死去。

## フィルモグラフィ
- 『大江山酒天童子』 : 監督田中徳三、1960年
- 『切られ与三郎』 : 監督伊藤大輔、1960年
- 『好色一代男』 : 監督増村保造、1961年
- 『桜田門』 : 監督西山正輝、1961年
- 『悪名』 : 監督田中徳三、1961年 ※クレジットは「鈴木炤成」
- 『新源氏物語』 : 監督森一生、1961年
- 『釈迦』 : 監督三隅研次、1961年
- 『続悪名』 : 監督田中徳三、1961年  ※クレジットは「鈴木炤成」
- 『婦系図』 : 監督三隅研次、1962年
- 『裁かれる越前守』 : 監督田中徳三、1962年

## ビブリオグラフィ
国立国会図書館所蔵作品ほか。
- 『6ペンスの雑記帖』、私家版、1963年[2]
- 『ラッパと呼ばれた男 映画プロデューサー永田雅一』（鈴木晰也名義）、キネマ旬報社、1990年 ISBN 4873760410
- 『人生仕方ばなし 衣笠貞之助とその時代』（鈴木晰也名義）、ワイズ出版、2001年 ISBN 4898301193

## 註
1. 1 2 3 4  室岡まさる（インタビュー・構成） 『市川雷蔵とその時代』 徳間書店、1993年、376頁。
2. 1 2 3 4 5 6 7 8 9 10 11 12 13 14 15 16 17  「鈴木晰成」（#外部リンク）、立命館大学、2009年10月9日閲覧。
3. 1 2  『現代物故者事典2009～2011』（日外アソシエーツ、2012年）p.320
4. 1 2 3 4  NDL-OPACの検索結果、国立国会図書館、2009年10月9日閲覧。
5. 1 2  「鈴木晰成」（#外部リンク）、日本映画データベース、2009年10月9日閲覧。
6. ↑  本人の説明によると、家が火事で燃えたことがあり、そのことを知った市川雷蔵に「火を召すは駄目や、変えた方がええ」と勧められ、改名した。雷蔵は姓名判断に凝っていて、鈴木によると大映京都撮影所内には雷蔵の勧めで改名した者が2、30人はいたという。（村松友視 『雷蔵好み』 集英社〈集英社文庫〉、2006年、235-236頁。）